# チャン・ドゥック・ルオン
チャン・ドゥック・ルオン（陳 徳良、ベトナム語：Trần Đức Lương / 陳德良、1937年5月5日〈保大12年3月25日〉- 2025年5月20日）は、ベトナムの政治家。第3代ベトナム社会主義共和国主席を務めた。

## 経歴
ベトナム中南沿海地方のクアンガイ省に生まれる。学校を卒業した後、1955年にハノイに移り住んだ。地質学を学んだルオンは、卒業後、地図製作者としての職を得て、地質総局に勤務した。1959年9月、第20地質団第4地質隊長に就任。同年12月29日、ベトナム労働党（後のベトナム共産党）に入党した。1970年代に党の職員となる。1979年9月、地質総局長および総局党委員会委員長に任命される。1982年3月、ベトナム共産党第5回党大会において中央委員候補となる。同年12月には国家科学技術委員会副委員長となり、1984年には委員長に昇格。
1986年12月、第6回党大会において中央委員に選出。1987年2月、副首相に就任。1996年7月、第8回党大会において政治局員に選出される。1997年7月、第10期国会議員に選出。9月24日、国家主席に就任。同年12月の第8期党中央委員会第4回総会で政治局常務委員に昇格。
2001年4月、第9回党大会で政治局常務委員会が廃止され、政治局員にのみ再選、党内序列第2位となる。2002年5月、第11期国会議員に選出。7月、国家主席に再選される。
ルオンは国家主席在任中、法秩序の維持と犯罪の撲滅に対して厳格な姿勢で臨んだ。2004年5月7日、ベトナムの「裏社会」の頭目ナム・カム（本名チュオン・ヴァン・カム, Trương Văn Cam, 張文甘）の死刑判決に対する恩赦願を却下し、6月3日には刑を執行している。
2006年4月に開催された第9回党大会で政治局員を退任。同年6月27日、任期を1年残して国家主席を辞任し、政界から引退した。
2025年5月20日、自宅で死去。88歳没。